# Љубљана–дел (стара општина Бежиград)
Љубљана-дел је некадашње насељено место у саставу градске општине Љубљана, Средњесловенска регија, Словенија.

## Историја
До територијалне реорганизације у Словенији била је у саставу града Љубљане, односно стара општина Бежиград. 1994. године насеље је укинуто и спојено са још четири насеља под називом Љубљана-дел у јединствено насеље Љубљана.

## Становништво
| 1991   |
| 56.329 |

Напомена: Године 1994. пет насеља под именом Љубљана-дел уједињено је у једно насеље Љубљана.